# Kiswa

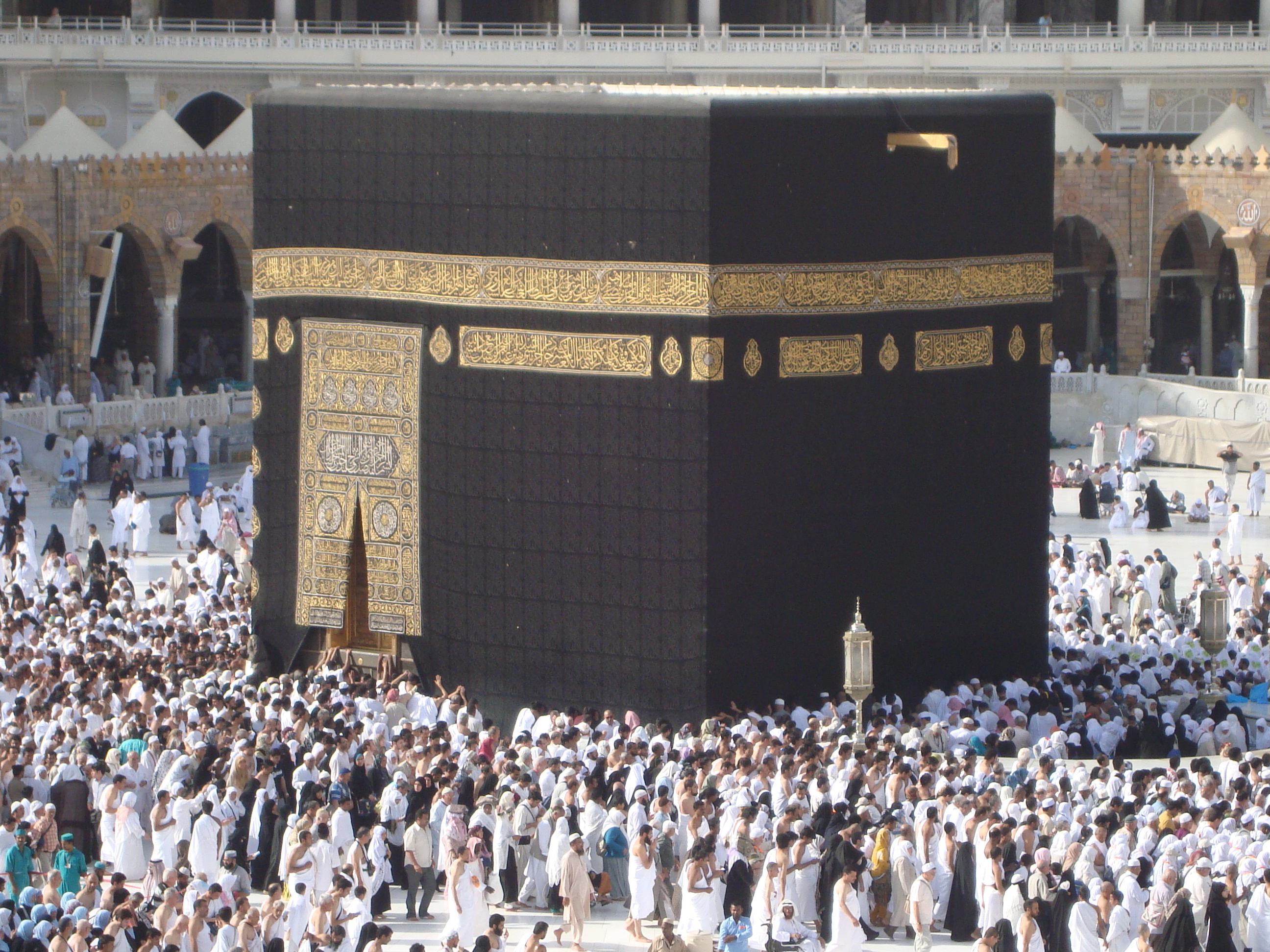
Svatyně Ka'ba pokrytá kiswou v době hadždže

Kiswa je černě zbarvený brokát, který zakrývá Ka'bu, islámskou svatyni v Mekce. Na látce bývají vyšity zlatými nitěmi verše z koránu. V minulosti se ve výrobě kiswy střídaly různé státy, později byla vyráběna jen v Káhiře a do Mekky přivážena karavanou. Kiswu nosíval velbloud, který jel v čele karavany, na ozdobných nosítkách společně s koránem. V současnosti se vyrábí v Mekce. Kiswa se každý rok vyměňuje těsně před tím, než započne pouť do Mekky, jeden z pěti pilířů islámu. Výměna trvá několik dní a během ní se Ka'ba na čas pokryje bílou kiswou; říká se, že se odívá do ihrámu, tak jako poutníci, kteří v době pouti přicházejí do Mekky. Po výměně se stará kiswa rozstříhá na malé kousky, které jsou pak rozdávány muslimským poutníkům.